# Julio César Raffo de la Reta
Julio César Raffo de la Reta (Mendoza, 22 de diciembre de 1883 - ibíd. 3 de octubre de 1967) fue un político, historiador argentino.

## Cargos Académicos
Académico de Número de la Academia Nacional de Historia.

Académico Correspondiente de la Real Academia Española de la Historia.

Miembro correspondiente del Instituto de Historia y Geografía de Montevideo.

Presidente y fundador del Instituto de Estudios Hispánicos de Mendoza (1948).

Delegado de la Academia Nacional de la Historia al Congreso de Historia Hispanoamericana de Madrid (1949).

Profesor de Historia Argentina en el Colegio Nacional Agustín Álvarez.

Profesor universitario por concurso de Historia Argentina en la facultad de Filosofía y Letras de la Universidad Nacional de Cuyo.

Miembro del Consejo Superior de la Universidad Nacional de Cuyo.

## Cargos públicos
1912 Diputado de la Honorable Legislatura de Mendoza.

1916 reelecto diputado de la Legislatura de Mendoza.

1916 Convencional Constituyente de la Constitución de Mendoza.

1917 electo presidente de la de la Cámara de Diputados de la Provincia de Mendoza.

1918 electo diputado nacional hasta el año 1922.

1920 fundador y director del Diario “La Voz de Cuyo”.

1926 electo diputado nacional hasta el año 1930.

1926 Electo presidente de la Comisión de Industria y Comercio de la Cámara de Diputados de la Nación.

1928 Designado delegado de la Cámara de Diputados de la Nación para la XIII Conferencia Interparlamentaria Internacional de Bruselas a reunirse en Río de Janeiro en cuya Asamblea presidió la Comisión de Inmigración.

1930 fundador y director del Diario “La Hora”.

1931 Electo Senador Provincial y designado presidente de ese cuerpo hasta 1935 en que renunció.

1933 Fundador de la Junta de Estudios Históricos de Mendoza de la que fue tres veces presidente.

1935 Fundador del Museo Histórico y de Numismática de la Junta de Estudios Históricos de Mendoza.

1935 en el carácter de presidente del Honorable Senado asumió la Gobernación de la Provincia por ausencia del Titular Dr. Guillermo Cano y del vice Dr. Cruz Vera.

1936-1940 vicepresidente del Consejo General de Educación de Mendoza.

1936 a 1940 director general de Escuelas de la Provincia de Mendoza.

1937 reorganización del Museo de Historia Natural “Juan Cornelio Moyano” y designación como director del ingeniero Rusconi traído del Museo de Historia Natural de La Plata.

1941 Electo Senador de la Legislatura por seis años, cargo dejado vacante por renuncia.

1942 Designado por el Poder Ejecutivo Nacional Interventor Federal de la Provincia de San Juan.

1942 Electo Diputado Nacional.

## Publicaciones
1916 Leyendas Cuyanas – Colección de leyendas regionales.

1922 Código Penal Argentino Concordado en colaboración con el Dr. Antonio Tomasso y con el prólogo del Dr. Rodolfo Moreno.

1922 Código de Procedimientos Civiles y Comerciales de Mendoza, interpretado a través de dos mil fallos.

1935 – Libro “El General José Miguel Carrera en la República Argentina”, libro premiado con el Segundo Premio por la Comisión Nacional de Cultura, correspondiente a la producción historiográfica argentina del período 1933-1935.
[cita requerida]
1941 – Libro Lecciones de Historia Argentina para 4.º y 5.º año de los Colegios Nacionales, Editorial Estrada, Once Ediciones.

1949 – Libro “El General Juan Martín de Pueyrredón”, editado por la Academia Nacional de Historia - Espasa Calpe.

1950 Antología Sanmartiniana, publicado por Editorial Ángel Estrada.

## Distinciones
Cruz de Caballero de la Orden de Isabel la Católica acordada por el Superior Gobierno Español, año 1953.

Gran Cruz de la Real Academia de la Historia de Madrid.

Miembro Capitular electo por el capítulo hispanoamericano de Caballeros del Corpus Christi en Toledo, España.

Medalla de la Academia Nacional de Historia Argentina, año 1958.

Palmas Sanmartinianas, año 1963.
[cita requerida]
Miembro Correspondiente del Instituto Nacional Sanmartiniano.

Miembro Correspondiente de la Asociación de Córdoba “Amigos de las letras”.

Miembro Correspondiente de la Junta de estudios Históricos de Santa Fe.
[cita requerida]
Miembro Correspondiente de la Junta de Estudios Históricos de San José de Flores.

- Datos: Q5955187